# Yvonne Brosch
Yvonne Brosch (* 1950 in München) ist eine deutsche Schauspielerin und Regisseurin.

## Leben
Yvonne Brosch wurde geboren und ist aufgewachsen im Münchner Stadtteil Schwabing, wo sie eine Waldorfschule besuchte. Sie entstammt einer Arztfamilie. Bereits als Kind arbeitete sie als Model und trat zum Beispiel mit Curd Jürgens und mit den Kessler-Zwillingen (in Rosen aus dem Süden) auf. Als Schauspielerin und Regisseurin war sie viele Jahre Mitglied des Bayerischen Staatsschauspiels in München. Im Theater und im Fernsehen war sie im verfilmten Theaterstück Der Brandner Kaspar und das ewig’ Leben zu sehen. Neben Engagements bei Rundfunk und Fernsehen arbeitete sie u. a. in Ingolstadt, Regensburg, Nürnberg, Aachen, Innsbruck, Bern, bei den Luisenburg-Festspielen in Wunsiedel sowie bei bekannten Tourneeunternehmen. Seit 1999 leitet sie zusammen mit Andreas Arneth die Weilheimer Festspiele, die alljährlich im Herbst stattfinden. Jedes Jahr führt sie Regie bei den Trenck-Festspielen in Waldmünchen.
Seit 2000 ist Brosch Dozentin der Abraxas-Musical-Akademie in München als Dozentin für Rolle, Rolle Monolog, Rolle Dialog.
Yvonne Brosch lebt in Schwabing. Sie war mit dem Fernsehautor Theo Regnier verheiratet. Aus dieser Verbindung stammt eine Tochter.

## Filmografie (Auswahl)
- 1975: Der Brandner Kaspar und das ewig’ Leben
- 1976: Der Komödienstadel – Der verkaufte Großvater
- 1977: Derrick (Fernsehserie, 1 Folge)
- 1980: SOKO 5113 (Fernsehserie, 3 Folgen)
- 1982–1984: Büro, Büro (Fernsehserie, 4 Folgen)
- 1988: Polizeiinspektion 1 (Fernsehserie, 1 Folge)
- 1993: Rußige Zeiten (Fernsehserie, 1 Folge)
- 1993: Forsthaus Falkenau (Fernsehserie, 2 Folgen)
- 1994: Peter und Paul (Fernsehserie, 1 Folge)
- 1999: Dr. Stefan Frank – Der Arzt, dem die Frauen vertrauen – Dann eben mit Gewalt
- 1999: Dr. Stefan Frank – Der Arzt, dem die Frauen vertrauen – Lebendig eingemauert
- 2008: Ekkelins Knecht